# يو إف سي لايف: كروز ضد جونسون
يو إف سي لايف: كروز ضد جونسون (بالإنجليزية: UFC Live: Cruz vs. Johnson)‏ هو حدث لفنون القتال المختلطة نظمته يو إف سي، أُقيم في 1 أكتوبر 2011، على فيريزون سنتر في واشنطن العاصمة، الولايات المتحدة.